# Marin Čilić
Marin Čilić (sinh ngày 28 tháng 9 năm 1988) là vận động viên quần vợt chuyên nghiệp người Croatia. Thành tích cao nhất của Marin Cilic tính đến thời điểm này là chức vô địch Giải quần vợt Mỹ Mở rộng 2014 sau khi đánh bại tay vợt người Nhật Bản Nishikori Kei trong trận chung kết sau 3 set với các tỷ số 6-3, 6-3, 6-3

## Tiểu sử
Marin Cilc sinh ra trong một gia đình Croatia và Bosnia và Herzegovina.Anh bắt đầu chơi giải trẻ của ITF từ năm 2004.Vào năm 2005 anh đã vô địch giải trẻ giải Pháp mở rộng sau khi đánh bại Andy Murray tại bán kết và Antal van der Duim tại chung kết. Cho đến nay thành tích đáng tự hào nhất của anh là chức vô địch Giải quần vợt Mỹ mở rộng 2014 và đây cũng là danh hiệu Grand Slam đầu tiên của anh trong sự nghiệp

## Các trận chung kết quan trọng

### Chung kết Grand Slam

#### Đơn: 3 (1 danh hiệu, 2 á quân)
| Kết quả | Năm  | Giải đấu        | Mặt sân | Đối thủ       | Tỷ số                        |
| ------- | ---- | --------------- | ------- | ------------- | ---------------------------- |
| Vô địch | 2014 | US Open         | Cứng    | Kei Nishikori | 6–3, 6–3, 6–3                |
| Á quân  | 2017 | Wimbledon       | Cỏ      | Roger Federer | 3–6, 1–6, 4–6                |
| Á quân  | 2018 | Australian Open | Cứng    | Roger Federer | 2–6, 7–6(7–5), 3–6, 6–3, 1–6 |

### Chung kết Olympic

#### Đôi: 1 (1 huy chương bạc)
| Két quả | Năm  | Giải đấu                       | Mặt sân | Đồng đội   | Đối thủ                  | Tỷ số            |
| ------- | ---- | ------------------------------ | ------- | ---------- | ------------------------ | ---------------- |
| Bạc     | 2021 | 2020 Summer Olympics, Nhật Bản | Cứng    | Ivan Dodig | Nikola Mektić Mate Pavić | 4–6, 6–3, [6–10] |

### Chung kết ATP Masters 1000

#### Đơn: 1 (1 danh hiệu)
| Kết quả | Năm  | Giải đấu           | Mặt sân | Đối thủ     | Tỷ số    |
| ------- | ---- | ------------------ | ------- | ----------- | -------- |
| Vô địch | 2016 | Cincinnati Masters | Cứng    | Andy Murray | 6–4, 7–5 |

## Chung kết

### Đơn: 37 (21 danh hiệu, 16 á quân)
| Giải đấu                             |
| ------------------------------------ |
| Grand Slam (1–2)                     |
| ATP Finals (0–0)                     |
| ATP Masters 1000 (1–0)               |
| ATP Tour 500 (2–4)                   |
| ATP Tour 250 (International) (17–10) |

| Mặt sân       |
| ------------- |
| Cứng (16–9)   |
| Đất nện (2–4) |
| Cỏ (3–3)      |

| Kiểu sân           |
| ------------------ |
| Ngoài trời (12–10) |
| Trong nhà (9–6)    |

| Kết quả | Thắng-Thua | Ngày                      | Giải đấu                                             | Cấp độ        | Mặt sân  | Đối thủ               | Tỷ số                        |
| ------- | ---------- | ------------------------- | ---------------------------------------------------- | ------------- | -------- | --------------------- | ---------------------------- |
| Vô địch | 1–0        | ngày 23 tháng 8 năm 2008  | Pilot Pen International, New Haven, Mỹ               | International | Cứng     | Mardy Fish            | 6–4, 4–6, 6–2                |
| Vô địch | 2–0        | ngày 11 tháng 1 năm 2009  | Chennai Open, Chennai, Ấn Độ                         | 250 Series    | Cứng     | Somdev Devvarman      | 6–4, 7–6(7–3)                |
| Vô địch | 3–0        | ngày 8 tháng 2 năm 2009   | Zagreb Indoors, Zagreb, Croatia                      | 250 Series    | Cứng (i) | Mario Ančić           | 6–3, 6–4                     |
| Á quân  | 3–1        | ngày 11 tháng 10 năm 2009 | China Open, Beijing, Trung Quốc                      | 500 Series    | Cứng     | Novak Djokovic        | 2–6, 6–7(4–7)                |
| Á quân  | 3-2        | ngày 1 tháng 11 năm 2009  | Bank Austria-TennisTrophy, Vienna, Áo                | 250 Series    | Cứng (i) | Jürgen Melzer         | 4–6, 3–6                     |
| Vô địch | 4–2        | ngày 10 tháng 1 năm 2010  | Chennai Open, Chennai, Ấn Độ (2)                     | 250 Series    | Cứng     | Stanislas Wawrinka    | 7–6(7–2), 7–6(7–3)           |
| Vô địch | 5–2        | ngày 7 tháng 2 năm 2010   | Zagreb Indoors, Zagreb, Croatia (2)                  | 250 Series    | Cứng(i)  | Michael Berrer        | 6–4, 6–7(5–7), 6–3           |
| Á quân  | 5–3        | ngày 9 tháng 5 năm 2010   | BMW Open, Munich, Đức                                | 250 Series    | Đất nện  | Mikhail Youzhny       | 3–6, 6–4, 4–6                |
| Á quân  | 5–4        | ngày 20 tháng 2 năm 2011  | Open 13, Marseille, Pháp                             | 250 Series    | Cứng (i) | Robin Söderling       | 7–6(10–8), 3–6, 3–6          |
| Á quân  | 5–5        | ngày 31 tháng 7 năm 2011  | ATP Studena Croatia Open, Umag, Croatia              | 250 Series    | Đất nện  | Alexandr Dolgopolov   | 4–6, 6–3, 3–6                |
| Á quân  | 5–6        | ngày 9 tháng 10 năm 2011  | China Open, Beijing, Trung Quốc (2)                  | 500 Series    | Cứng     | Tomáš Berdych         | 6–3, 4–6, 1–6                |
| Vô địch | 6–6        | ngày 30 tháng 10 năm 2011 | St. Petersburg Open, St. Petersburg, Nga             | 250 Series    | Cứng (i) | Janko Tipsarević      | 6–3, 3–6, 6–2                |
| Á quân  | 6–7        | ngày 6 tháng 5 năm 2012   | BMW Open, Munich, Đức (2)                            | 250 Series    | Đất nện  | Philipp Kohlschreiber | 6–7(8–10), 3–6               |
| Vô địch | 7–7        | ngày 17 tháng 6 năm 2012  | Queen's Club Championships, London, Vương quốc Anh   | 250 Series    | Cỏ       | David Nalbandian      | 6–7(3–7), 4–3 xử thắng       |
| Vô địch | 8–7        | ngày 15 tháng 7 năm 2012  | ATP Studena Croatia Open, Umag, Croatia              | 250 Series    | Đất nện  | Marcel Granollers     | 6–4, 6–2                     |
| Vô địch | 9–7        | ngày 10 tháng 2 năm 2013  | Zagreb Indoors, Zagreb, Croatia (3)                  | 250 Series    | Cứng (i) | Jürgen Melzer         | 6–3, 6–1                     |
| Á quân  | 9–8        | ngày 16 tháng 6 năm 2013  | Queen's Club Championships, London, Vương quốc Anh   | 250 Series    | Cỏ       | Andy Murray           | 7–5, 5–7, 3–6                |
| Vô địch | 10–8       | ngày 9 tháng 2 năm 2014   | Zagreb Indoors, Zagreb, Croatia (4)                  | 250 Series    | Cứng (i) | Tommy Haas            | 6–3, 6–4                     |
| Á quân  | 10–9       | ngày 16 tháng 2 năm 2014  | Rotterdam Open, Rotterdam, Hà Lan                    | 500 Series    | Cứng (i) | Tomáš Berdych         | 4–6, 2–6                     |
| Vô địch | 11–9       | ngày 23 tháng 2 năm 2014  | International Tennis Championships, Delray Beach, Mỹ | 250 Series    | Cứng     | Kevin Anderson        | 7–6(8–6), 6–7(7–9), 6–4      |
| Vô địch | 12–9       | ngày 8 tháng 9 năm 2014   | US Open, New York, Mỹ                                | Grand Slam    | Cứng     | Kei Nishikori         | 6–3, 6–3, 6–3                |
| Vô địch | 13–9       | ngày 19 tháng 10 năm 2014 | Kremlin Cup, Moscow, Nga                             | 250 Series    | Cứng (i) | Roberto Bautista Agut | 6–4, 6–4                     |
| Vô địch | 14–9       | ngày 25 tháng 10 năm 2015 | Kremlin Cup, Nga (2)                                 | 250 Series    | Cứng (i) | Roberto Bautista Agut | 6–4, 6–4                     |
| Á quân  | 14–10      | ngày 21 tháng 2 năm 2016  | Open 13, Pháp                                        | 250 Series    | Cứng (i) | Nick Kyrgios          | 2–6, 6–7(3–7)                |
| Á quân  | 14–11      | ngày 21 tháng 5 năm 2016  | Geneva Open, Thụy Sĩ                                 | 250 Series    | Đất nện  | Stan Wawrinka         | 4–6, 6–7(11–13)              |
| Vô địch | 15–11      | ngày 21 tháng 8 năm 2016  | Cincinnati Masters, Mỹ                               | Masters 1000  | Cứng     | Andy Murray           | 6–4, 7–5                     |
| Vô địch | 16–11      | ngày 30 tháng 10 năm 2016 | Swiss Indoors, Thụy Sĩ                               | 500 Series    | Cứng (i) | Kei Nishikori         | 6–1, 7–6(7–5)                |
| Vô địch | 17–11      | ngày 7 tháng 5 năm 2017   | Istanbul Open, Thổ Nhĩ Kỳ                            | 250 Series    | Đất nện  | Milos Raonic          | 7–6(7–3), 6–3                |
| Á quân  | 17–12      | ngày 25 tháng 6 năm 2017  | Queen's Club Championships, Vương quốc Anh           | 500 Series    | Cỏ       | Feliciano López       | 6–4, 6–7(2–7), 6–7(8–10)     |
| Á quân  | 17–13      | ngày 16 tháng 7 năm 2017  | Wimbledon Championships, Vương quốc Anh              | Grand Slam    | Cỏ       | Roger Federer         | 3–6, 1–6, 4–6                |
| Á quân  | 17–14      | ngày 28 tháng 1 năm 2018  | Australian Open, Australia                           | Grand Slam    | Cứng     | Roger Federer         | 2–6, 7–6(5–7), 3–6, 6–3, 1–6 |
| Vô địch | 18–14      | ngày 24 tháng 6 năm 2018  | Queen's Club Championships, Vương quốc Anh (2)       | 500 Series    | Cỏ       | Novak Djokovic        | 5–7, 7–6(7–4), 6–3           |
| Vô địch | 19–14      | ngày 13 tháng 6 năm 2021  | Stuttgart Open, Đức                                  | 250 Series    | Cỏ       | Félix Auger-Aliassime | 7–6(7–2), 6–3                |
| Á quân  | 19–15      | ngày 24 tháng 10 năm 2021 | Kremlin Cup, Nga                                     | 250 Series    | Cứng (i) | Aslan Karatsev        | 2–6, 4–6                     |
| Vô địch | 20–15      | ngày 31 tháng 10 năm 2021 | St. Petersburg Open, Nga (2)                         | 250 Series    | Cứng (i) | Taylor Fritz          | 7–6(7–3), 4–6, 6–4           |
| Á quân  | 20–16      | ngày 2 tháng 10 năm 2022  | Tel Aviv Open, Israel                                | 250 Series    | Cứng (i) | Novak Djokovic        | 3–6, 4–6                     |
| Vô địch | 21–16      | ngày 24 tháng 9 năm 2024  | Hangzhou Open, Trung Quốc                            | 250 Series    | Cứng     | Zhang Zhizhen         | 7–6(7–5), 7–6(7–5)           |

### Đôi: 2 (2 á quân)
| Giải đấu                          |
| --------------------------------- |
| Grand Slam tournaments (0–0)      |
| ATP World Tour Finals (0–0)       |
| ATP World Tour Masters 1000 (0–0) |
| Summer Olympics (0–1)             |
| ATP World Tour 500 Series (0–0)   |
| ATP World Tour 250 Series (0–1)   |

| Mặt sân       |
| ------------- |
| Cứng (0–1)    |
| Đất nện (0–1) |
| Cỏ (0–0)      |

| Kiểu sân         |
| ---------------- |
| Ngoài trời (0–2) |
| Trong nhà (0–0)  |

| Kết quả | Thắng-Thua | Ngày                     | Giải đấu                  | Cấp độ     | Mặt sân | Đồng đội    | Đối thủ                      | Tỷ số            |
| ------- | ---------- | ------------------------ | ------------------------- | ---------- | ------- | ----------- | ---------------------------- | ---------------- |
| Á quân  | 0–1        | ngày 30 tháng 7 năm 2011 | Croatia Open, Croatia     | 250 Series | Đất nện | Lovro Zovko | Simone Bolelli Fabio Fognini | 3–6, 7–5, [7–10] |
| Á quân  | 0–2        | ngày 31 tháng 7 năm 2021 | Summer Olympics, Nhật Bản | Olympics   | Cứng    | Ivan Dodig  | Nikola Mektić Mate Pavić     | 4–6, 6–3, [6–10] |